# Dubovec
Dubovec (hongrois : Dobóca) est un village de Slovaquie situé dans la région de Banská Bystrica.

## Histoire
La première mention écrite du village date de 1260.
La localité fut annexée par la Hongrie après le premier arbitrage de Vienne le 2 novembre 1938. En 1938, on comptait 639 habitants dont 9 d'origine juive. Elle faisait partie du district de Rimavská Sobota (hongrois : Rimaszombati járás). Durant la période 1938 - 1945, le nom hongrois Dobóca était d'usage. À la libération, la commune a été réintégrée dans la Tchécoslovaquie reconstituée.

## Démographie

### Évolution de la population
| Année:               | 1994. | 2004.    | 2014.   | 2024.   |
| -------------------- | ----- | -------- | ------- | ------- |
| Nombre de personnes: | 463   | 546      | 551     | 517     |
| Différence:          |       | +17,92 % | +0,91 % | -6,17 % |

| Année:               | 2023. | 2024.   |
| -------------------- | ----- | ------- |
| Nombre de personnes: | 497   | 517     |
| Différence:          |       | +4,02 % |